# Schwerionenbeschleuniger
Ein Schwerionenbeschleuniger ist ein Teilchenbeschleuniger, in dem Schwerionen auf hohe Energien und somit Geschwindigkeiten bis nahe an die Lichtgeschwindigkeit gebracht werden. Schwerionenbeschleuniger sind große, meist kostspielige Anlagen und werden vor allem für Forschungszwecke betrieben.

## Allgemeine Informationen

### Einsatzgebiete
Schwerionenbeschleuniger werden in der Kernphysik unter anderem für die Synthese von neuen chemischen Elementen eingesetzt. In der Elementarteilchenphysik können sie z. B. für Experimente zum Quark-Gluon-Plasma verwendet werden. Die Schwerionentherapie ist ein Teilbereich der Strahlentherapie, in der sie als Strahlungsquelle verwendet werden. Schwerionenbeschleuniger werden in der Materialforschung eingesetzt, z. B. am GSI Helmholtzzentrum für Schwerionenforschung.

### Weltweit
Bekannte Schwerionenbeschleuniger befinden oder befanden sich an folgenden Instituten:
An der Brookhaven National Laboratory in den USA mit dem RHIC, am CERN in der Schweiz mit dem Large Hadron Collider (LHC), dem derzeit leistungsstärksten Beschleuniger (in Betrieb seit Ende 2008), am GANIL in Caen in Frankreich sowie am Forschungsgelände Garching in Deutschland.

Ebenso am GSI Helmholtzzentrum für Schwerionenforschung in Darmstadt, am Vereinigten Institut für Kernforschung in Dubna in Russland und am Bevalac am Lawrence Berkeley National Laboratory in den USA (1970 bis 1993).